# Michael McGlinchey
Michael McGlinchey, škotsko-novozelandski nogometaš, * 7. januar 1987, Wellington, Nova Zelandija.
Za novozelandsko reprezentanco je odigral 54 uradnih tekem in dosegel pet golov.